# براين كروس
براين كروس (بالإنجليزية: Brian Krause)‏ هو ممثل أمريكي، ولد في 1 فبراير 1969 في الولايات المتحدة.

## أعمال

### أفلام
- (1991) العودة إلى البحيرة الزرقاء[4]
- (2013) بوسايدون ريكس

### مسلسلات
- جوال تكساس ووكر
- رجال ماد
- ميامي
- عالم آخر
- كاسل

## وصلات خارجية
- براين كروس على موقع IMDb (الإنجليزية)
- براين كروس على موقع روتن توميتوز (الإنجليزية)
- براين كروس على موقع ألو سيني (الفرنسية)
- براين كروس على موقع أول موفي (الإنجليزية)
- براين كروس على موقع قاعدة بيانات الأفلام السويدية (السويدية)
- براين كروس على موقع إن إن دي بي (الإنجليزية)
- براين كروس على موقع قاعدة بيانات الفيلم (الإنجليزية)
- براين كروس على موقع كينوبويسك (الروسية)
- براين كروس على موقع كينوبويسك (الروسية)